# Michael Kitbunchu
Michael Michai Kitbunchu (Samphran, 25 januari 1929) is een Thais geestelijke en een kardinaal van de Rooms-Katholieke Kerk.
Kitbunchu werd op 20 december 1959 priester gewijd. Vervolgens vervulde hij pastorale werkzaamheden in het aartsbisdom Bangkok.
Op 18 december 1972 werd Kitbunchu benoemd tot aartsbisschop van Bangkok. Zijn bisschopswijding vond plaats op 3 juni 1973.
Kitbunchu werd tijdens het consistorie van 2 februari 1983 kardinaal gecreëerd. Hij kreeg de rang van kardinaal-priester. Zijn titelkerk werd de San Lorenzo in Panisperna. Kitbunchu nam deel aan het conclaaf van 2005.
Kitbunchu ging op 14 mei 2009 met emeritaat.
Op 25 januari 2009 verloor Kitbunchu - in verband met het bereiken van de 80-jarige leeftijd - het recht om deel te nemen aan een toekomstig conclaaf.
Op 14 december 2016, na het overlijden van Paulo Evaristo Arns, werd Kitbunchu de kardinaal-protopriester van de Rooms-Katholieke Kerk.